# 29834 Mariacallas
29834 Mariacallas este o planetă minoră (asteroid), cu un diametru de 5,215 km, din centura de asteroizi. A fost descoperită pe 17 martie 1999 la Caussols de OCA-DLR Asteroid Survey⁠(d) și a fost numită după Maria Callas. 
Obiectul prezintă o orbită caracterizată de o semiaxă mare de 2,906048 UAi, o excentricitate de 0,04, o înclinație de 2,01887 ° în raport cu ecliptica.